# Éliminatoires de la zone Europe de la Coupe du monde de football 2006
Navigation
Éliminatoires de la Coupe du monde 2002 Éliminatoires de la Coupe du monde 2010
Les éliminatoires de la zone Europe pour la Coupe du monde 2006 sont organisées dans le cadre de l'Union des associations européennes de football (UEFA) et concernent 51 sélections nationales pour 13 places qualificatives, plus celle de l'Allemagne pays organisateur.

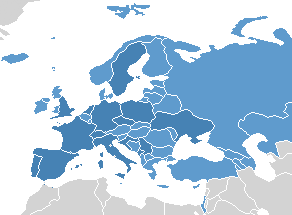
Équipes participantes
Équipes qualifiées

Les équipes européennes sont réparties en huit groupes de six ou sept. Chaque équipe rencontre deux fois chaque membre de son groupe pendant la période qui va du 18 août 2004 au 12 octobre 2005. À l'issue de ces matches, les huit nations dominant leur groupe sont automatiquement qualifiées, ainsi que les deux meilleures équipes arrivées deuxièmes. Les six autres équipes finissant deuxièmes de leurs groupes disputent des matches de barrage aller-retour désignés par tirage au sort, pour désigner les trois derniers qualifiés de la zone Europe.
Monaco n'est pas membre de l'UEFA et ne participa pas aux qualifications pour la coupe du monde. Monaco est cependant membre associé de la fédération française de football et est à ce titre représenté par l'équipe de France.
L'équipe de Serbie-et-Monténégro est la sélection de la Communauté d'États Serbie-et-Monténégro. La qualification pour la Coupe du monde 2006 de cette équipe n'est pas remise en cause par l'indépendance du Monténégro le 3 juin 2006, la fédération de football serbo-monténégrine existant toujours au début de la Coupe du monde.

## Équipes engagées
| Groupe 1    | Groupe 2        | Groupe 3             | Groupe 4             |
| ----------- | --------------- | -------------------- | -------------------- |
| Tchéquie    | Turquie         | Portugal             | France               |
| Pays-Bas    | Danemark        | Russie               | République d'Irlande |
| Roumanie    | Grèce           | Slovaquie            | Suisse               |
| Finlande    | Ukraine         | Lettonie             | Israël               |
| Macédoine   | Géorgie         | Estonie              | Chypre               |
| Arménie     | Albanie         | Liechtenstein        | Îles Féroé           |
| Andorre     | Kazakhstan      | Luxembourg           |                      |
| Groupe 5    | Groupe 6        | Groupe 7             | Groupe 8             |
| Italie      | Angleterre      | Espagne              | Suède                |
| Slovénie    | Pologne         | Belgique             | Croatie              |
| Écosse      | Autriche        | Serbie-et-Monténégro | Bulgarie             |
| Norvège     | Pays de Galles  | Bosnie-Herzégovine   | Islande              |
| Biélorussie | Irlande du Nord | Lituanie             | Hongrie              |
| Moldavie    | Azerbaïdjan     | Saint-Marin          | Malte                |

## Résultats

### Groupe 1
Les Pays-Bas se qualifient dès le 8 octobre 2005.
La Tchéquie,deuxième, disputera les barrages contre la Norvège.
| Rang | Équipe    | Pts | J  | G  | N | P | Bp | Bc | Diff |  | Résultats (▼ dom., ► ext.) |     |     |     |     |     |     |     |
| ---- | --------- | --- | -- | -- | - | - | -- | -- | ---- |  | -------------------------- | --- | --- | --- | --- | --- | --- | --- |
| 1    | Pays-Bas  | 32  | 12 | 10 | 2 | 0 | 27 | 7  | +20  |  | Pays-Bas                   |     | 2-1 | 2-1 | 3-1 | 0-0 | 2-0 | 4-0 |
| 2    | Tchéquie  | 27  | 12 | 9  | 0 | 3 | 38 | 12 | +26  |  | Tchéquie                   | 1-2 |     | 2-0 | 4-3 | 6-1 | 4-1 | 8-1 |
| 3    | Roumanie  | 25  | 12 | 8  | 1 | 3 | 23 | 11 | +12  |  | Roumanie                   | 1-2 | 2-0 |     | 2-1 | 2-1 | 3-0 | 2-0 |
| 4    | Finlande  | 16  | 12 | 5  | 1 | 6 | 21 | 19 | +2   |  | Finlande                   | 0-4 | 0-3 | 0-1 |     | 5-1 | 3-1 | 3-0 |
| 5    | Macédoine | 9   | 12 | 2  | 3 | 7 | 11 | 24 | -13  |  | Macédoine                  | 2-2 | 0-2 | 1-2 | 0-3 |     | 3-0 | 0-0 |
| 6    | Arménie   | 7   | 12 | 2  | 1 | 9 | 9  | 25 | -16  |  | Arménie                    | 0-1 | 0-3 | 1-1 | 0-2 | 1-2 |     | 2-1 |
| 7    | Andorre   | 5   | 12 | 1  | 2 | 9 | 4  | 34 | -30  |  | Andorre                    | 0-3 | 0-4 | 1-5 | 0-0 | 1-0 | 0-3 |     |

### Groupe 2
L' Ukraine obtient sa qualification dès le 3 septembre 2005.
La Turquie, deuxième, disputera les barrages contre la Suisse.
| Rang | Équipe     | Pts | J  | G | N | P  | Bp | Bc | Diff |  | Résultats (▼ dom., ► ext.) |     |     |     |     |     |     |     |
| ---- | ---------- | --- | -- | - | - | -- | -- | -- | ---- |  | -------------------------- | --- | --- | --- | --- | --- | --- | --- |
| 1    | Ukraine    | 25  | 12 | 7 | 4 | 1  | 18 | 7  | +11  |  | Ukraine                    |     | 0-1 | 1-0 | 1-1 | 2-2 | 2-0 | 2-0 |
| 2    | Turquie    | 23  | 12 | 6 | 5 | 1  | 23 | 9  | +14  |  | Turquie                    | 0-3 |     | 2-2 | 0-0 | 2-0 | 1-1 | 4-0 |
| 3    | Danemark   | 22  | 12 | 6 | 4 | 2  | 24 | 12 | +12  |  | Danemark                   | 1-1 | 1-1 |     | 1-0 | 3-1 | 6-1 | 3-0 |
| 4    | Grèce      | 21  | 12 | 6 | 3 | 3  | 15 | 9  | +6   |  | Grèce                      | 0-1 | 0-0 | 2-1 |     | 2-0 | 1-0 | 3-1 |
| 5    | Albanie    | 13  | 12 | 4 | 1 | 7  | 11 | 20 | -9   |  | Albanie                    | 0-2 | 0-1 | 0-2 | 2-1 |     | 3-2 | 2-1 |
| 6    | Géorgie    | 10  | 12 | 2 | 4 | 6  | 14 | 25 | -11  |  | Géorgie                    | 1-1 | 2-5 | 2-2 | 1-3 | 2-0 |     | 0-0 |
| 7    | Kazakhstan | 1   | 12 | 0 | 1 | 11 | 6  | 29 | -23  |  | Kazakhstan                 | 1-2 | 0-6 | 1-2 | 1-2 | 0-1 | 1-2 |     |

### Groupe 3
Le Portugal se qualifie dès le 8 octobre 2005.
La Slovaquie, deuxième, disputera les barrages contre l'Espagne.
| Rang | Équipe        | Pts | J  | G | N | P  | Bp | Bc | Diff |  | Résultats (▼ dom., ► ext.) |     |     |     |     |     |     |     |
| ---- | ------------- | --- | -- | - | - | -- | -- | -- | ---- |  | -------------------------- | --- | --- | --- | --- | --- | --- | --- |
| 1    | Portugal      | 30  | 12 | 9 | 3 | 0  | 35 | 5  | +30  |  | Portugal                   |     | 2-0 | 7-1 | 4-0 | 3-0 | 2-1 | 6-0 |
| 2    | Slovaquie     | 23  | 12 | 6 | 5 | 1  | 24 | 8  | +16  |  | Slovaquie                  | 1-1 |     | 0-0 | 1-0 | 4-1 | 7-0 | 3-1 |
| 3    | Russie        | 23  | 12 | 6 | 5 | 1  | 23 | 12 | +11  |  | Russie                     | 0-0 | 1-1 |     | 4-0 | 2-0 | 2-0 | 5-1 |
| 4    | Estonie       | 17  | 12 | 5 | 2 | 5  | 16 | 17 | -1   |  | Estonie                    | 0-1 | 1-2 | 1-1 |     | 2-1 | 2-0 | 4-0 |
| 5    | Lettonie      | 15  | 12 | 4 | 3 | 5  | 18 | 21 | -3   |  | Lettonie                   | 0-2 | 1-1 | 1-1 | 2-2 |     | 1-0 | 4-0 |
| 6    | Liechtenstein | 8   | 12 | 2 | 2 | 8  | 13 | 23 | -10  |  | Liechtenstein              | 2-2 | 0-0 | 1-2 | 1-2 | 1-3 |     | 3-0 |
| 7    | Luxembourg    | 0   | 12 | 0 | 0 | 12 | 5  | 48 | -43  |  | Luxembourg                 | 0-5 | 0-4 | 0-4 | 0-2 | 3-4 | 0-4 |     |

### Groupe 4
La France se qualifie le 12 octobre 2005.
La Suisse, deuxième, disputera les barrages contre la Turquie.
| Rang | Équipe               | Pts | J  | G | N | P | Bp | Bc | Diff |  | Résultats (▼ dom., ► ext.) |     |     |     |     |     |     |
| ---- | -------------------- | --- | -- | - | - | - | -- | -- | ---- |  | -------------------------- | --- | --- | --- | --- | --- | --- |
| 1    | France               | 20  | 10 | 5 | 5 | 0 | 14 | 2  | +12  |  | France                     |     | 0-0 | 0-0 | 0-0 | 4-0 | 3-0 |
| 2    | Suisse               | 18  | 10 | 4 | 6 | 0 | 18 | 7  | +11  |  | Suisse                     | 1-1 |     | 1-1 | 1-1 | 1-0 | 6-0 |
| 3    | Israël               | 18  | 10 | 4 | 6 | 0 | 15 | 10 | +5   |  | Israël                     | 1-1 | 2-2 |     | 1-1 | 2-1 | 2-1 |
| 4    | République d'Irlande | 17  | 10 | 4 | 5 | 1 | 12 | 5  | +7   |  | République d'Irlande       | 0-1 | 0-0 | 2-2 |     | 3-0 | 2-0 |
| 5    | Chypre               | 4   | 10 | 1 | 1 | 8 | 8  | 20 | -12  |  | Chypre                     | 0-2 | 1-3 | 1-2 | 0-1 |     | 2-2 |
| 6    | Îles Féroé           | 1   | 10 | 0 | 1 | 9 | 4  | 27 | -23  |  | Îles Féroé                 | 0-2 | 1-3 | 0-2 | 0-2 | 0-3 |     |

### Groupe 5
L'Italie se qualifie dès le 8 octobre 2005.
La Norvège, deuxième, disputera les barrages contre la Tchéquie.
| Rang | Équipe      | Pts | J  | G | N | P | Bp | Bc | Diff |  | Résultats (▼ dom., ► ext.) |     |     |     |     |     |     |
| ---- | ----------- | --- | -- | - | - | - | -- | -- | ---- |  | -------------------------- | --- | --- | --- | --- | --- | --- |
| 1    | Italie      | 23  | 10 | 7 | 2 | 1 | 17 | 8  | +9   |  | Italie                     |     | 2-1 | 2-0 | 1-0 | 4-3 | 2-1 |
| 2    | Norvège     | 18  | 10 | 5 | 3 | 2 | 12 | 7  | +5   |  | Norvège                    | 0-0 |     | 1-2 | 3-0 | 1-1 | 1-0 |
| 3    | Écosse      | 13  | 10 | 3 | 4 | 3 | 9  | 7  | +2   |  | Écosse                     | 1-1 | 0-1 |     | 0-0 | 0-1 | 2-0 |
| 4    | Slovénie    | 12  | 10 | 3 | 3 | 4 | 10 | 13 | -3   |  | Slovénie                   | 1-0 | 2-3 | 0-3 |     | 1-1 | 3-0 |
| 5    | Biélorussie | 10  | 10 | 2 | 4 | 4 | 12 | 14 | -2   |  | Biélorussie                | 1-4 | 0-1 | 0-0 | 1-1 |     | 4-0 |
| 6    | Moldavie    | 5   | 10 | 1 | 2 | 7 | 5  | 16 | -11  |  | Moldavie                   | 0-1 | 0-0 | 1-1 | 1-2 | 2-0 |     |

### Groupe 6
L'Angleterre se qualifie dès le 8 octobre 2005.
En terminant dans les 2 meilleurs deuxièmes de tous les groupes qualificatifs, la Pologne se qualifie également dès le 8 octobre 2005.
| Rang | Équipe          | Pts | J  | G | N | P | Bp | Bc | Diff |  | Résultats (▼ dom., ► ext.) |     |     |     |     |     |     |
| ---- | --------------- | --- | -- | - | - | - | -- | -- | ---- |  | -------------------------- | --- | --- | --- | --- | --- | --- |
| 1    | Angleterre      | 25  | 10 | 8 | 1 | 1 | 17 | 5  | +12  |  | Angleterre                 |     | 2-1 | 1-0 | 4-0 | 2-0 | 2-0 |
| 2    | Pologne         | 24  | 10 | 8 | 0 | 2 | 27 | 9  | +18  |  | Pologne                    | 1-2 |     | 3-2 | 1-0 | 1-0 | 8-0 |
| 3    | Autriche        | 15  | 10 | 4 | 3 | 3 | 15 | 12 | +3   |  | Autriche                   | 2-2 | 1-3 |     | 2-0 | 1-0 | 2-0 |
| 4    | Irlande du Nord | 9   | 10 | 2 | 3 | 5 | 10 | 18 | -8   |  | Irlande du Nord            | 1-0 | 0-3 | 3-3 |     | 2-3 | 2-0 |
| 5    | Pays de Galles  | 8   | 10 | 2 | 2 | 6 | 10 | 15 | -5   |  | Pays de Galles             | 0-1 | 2-3 | 0-2 | 2-2 |     | 2-0 |
| 6    | Azerbaïdjan     | 3   | 10 | 0 | 3 | 7 | 1  | 21 | -20  |  | Azerbaïdjan                | 0-1 | 0-3 | 0-0 | 0-0 | 1-1 |     |

### Groupe 7
La Serbie-et-Monténégro se qualifie le 12 octobre 2005. L'Espagne, deuxième, disputera les barrages contre la Slovaquie.
| Rang | Équipe               | Pts | J  | G | N | P  | Bp | Bc | Diff |  | Résultats (▼ dom., ► ext.) |     |     |     |     |     |     |
| ---- | -------------------- | --- | -- | - | - | -- | -- | -- | ---- |  | -------------------------- | --- | --- | --- | --- | --- | --- |
| 1    | Serbie-et-Monténégro | 22  | 10 | 6 | 4 | 0  | 16 | 1  | +15  |  | Serbie-et-Monténégro       |     | 0-0 | 1-0 | 0-0 | 2-0 | 5-0 |
| 2    | Espagne              | 20  | 10 | 5 | 5 | 0  | 19 | 3  | +16  |  | Espagne                    | 1-1 |     | 1-1 | 2-0 | 1-0 | 5-0 |
| 3    | Bosnie-Herzégovine   | 16  | 10 | 4 | 4 | 2  | 12 | 9  | +3   |  | Bosnie-Herzégovine         | 0-0 | 1-1 |     | 1-0 | 1-1 | 3-0 |
| 4    | Belgique             | 12  | 10 | 3 | 3 | 4  | 16 | 11 | +5   |  | Belgique                   | 0-2 | 0-2 | 4-1 |     | 1-1 | 8-0 |
| 5    | Lituanie             | 10  | 10 | 2 | 4 | 4  | 8  | 9  | -1   |  | Lituanie                   | 0-2 | 0-0 | 0-1 | 1-1 |     | 4-0 |
| 6    | Saint-Marin          | 0   | 10 | 0 | 0 | 10 | 2  | 40 | -38  |  | Saint-Marin                | 0-3 | 0-6 | 1-3 | 1-2 | 0-1 |     |

### Groupe 8
La Croatie se qualifie dès le 8 octobre 2005.
En terminant dans les 2 meilleurs deuxièmes de tous les groupes qualificatifs, la Suède se qualifie également dès le 8 octobre 2005.
| Rang | Équipe   | Pts | J  | G | N | P | Bp | Bc | Diff |  | Résultats (▼ dom., ► ext.) |     |     |     |     |     |     |
| ---- | -------- | --- | -- | - | - | - | -- | -- | ---- |  | -------------------------- | --- | --- | --- | --- | --- | --- |
| 1    | Croatie  | 24  | 10 | 7 | 3 | 0 | 21 | 5  | +16  |  | Croatie                    |     | 1-0 | 2-2 | 3-0 | 4-0 | 3-0 |
| 2    | Suède    | 24  | 10 | 8 | 0 | 2 | 30 | 4  | +26  |  | Suède                      | 0-1 |     | 3-0 | 3-0 | 3-1 | 6-0 |
| 3    | Bulgarie | 15  | 10 | 4 | 3 | 3 | 17 | 17 | 0    |  | Bulgarie                   | 1-3 | 0-3 |     | 2-0 | 3-2 | 4-1 |
| 4    | Hongrie  | 14  | 10 | 4 | 2 | 4 | 13 | 14 | -1   |  | Hongrie                    | 0-0 | 0-1 | 1-1 |     | 3-2 | 4-0 |
| 5    | Islande  | 4   | 10 | 1 | 1 | 8 | 14 | 27 | -13  |  | Islande                    | 1-3 | 1-4 | 1-3 | 2-3 |     | 4-1 |
| 6    | Malte    | 3   | 10 | 0 | 3 | 7 | 4  | 32 | -28  |  | Malte                      | 1-1 | 0-7 | 1-1 | 0-2 | 0-0 |     |

### Barrages
En matchs de barrage, la Tchéquie, la Suisse et l'Espagne parviennent à se qualifier pour la phase finale de la coupe du monde aux dépens de la Norvège, la Turquie et la Slovaquie respectivement.
| Équipe 1 | Résultat | Équipe 2  | Aller | Retour |
| -------- | -------- | --------- | ----- | ------ |
| Norvège  | 0-2      | Tchéquie  | 0-1   | 0-1    |
| Suisse   | E 4-4 E  | Turquie   | 2-0   | 2-4    |
| Espagne  | 6-2      | Slovaquie | 5-1   | 1-1    |